# Рельеф Беларуси

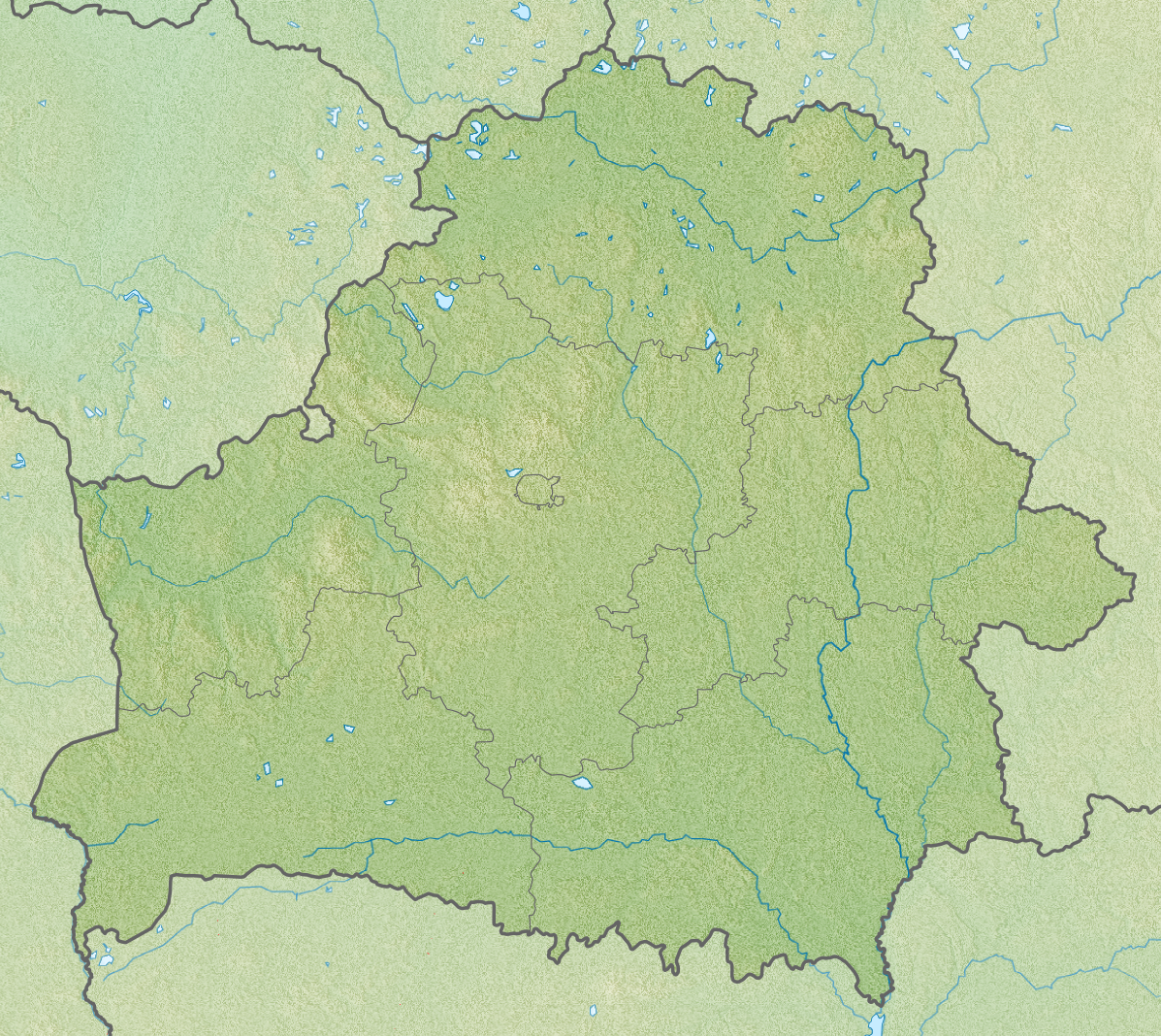
Карта рельефа Беларуси

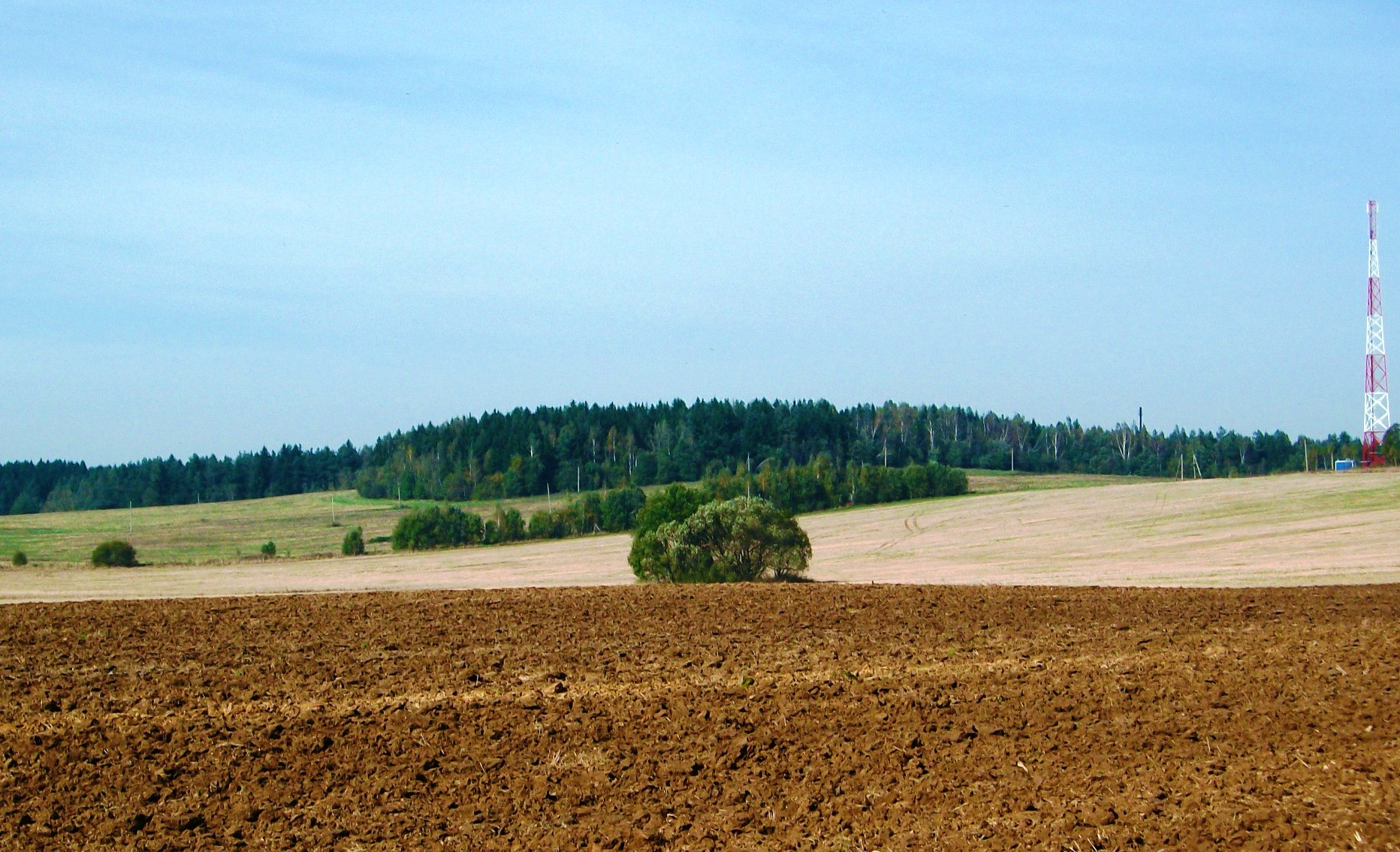
Минская возвышенность

Рельеф Беларуси в целом носит равнинный характер с колебанием высот от 80 до 345 метров над уровнем Балтийского моря.

## Общая характеристика
Республика Беларусь располагается на Восточно-Европейской равнине. Рельеф территории Беларуси характеризуется преобладанием плоских и полого-волнистых равнин и низменностей, речных долин и грядово-бугристых комплексов различного размера и конфигурации. Абсолютные высоты колеблются от 345 м (гора Дзержинская на Минской возвышенности) до 80 м в долине Немана около границы с Литвой. Средняя высота поверхности Беларуси 160 м над уровнем моря.
Большинство возвышенностей, на которые приходится около трети территории, расположена в западной и центральной частях страны и имеет абсолютные высоты от 200 до 300 м. Глубина расчленения пониженных междуречий обычно не превышает 5 м, на приподнятых равнинных территориях увеличивается до 5—10 м, на возвышенностях до 10—40 м и более. В ряде случаев колебания высоты могут быть до 50—100 м за счёт эрозионных врезов. Густота расчленения (длина эрозионной сети на 1 км² территории) на низменностях составляет 0—0,2 км/км², на более приподнятых равнинах — до 0,3—0,5 км/км², на склонах краевых гряд и около крупных речных долин — 1,0—2,0, реже 3,0— 3,5 км/км².
Рельефообразующими являются преимущественно отложения четвертичного периода (собственно ледниковые морены, потоково-ледниковые и озёрно-ледниковые). Мощность их колеблется от нескольких метров до 300 м и более (в среднем 75—80 м). Степень денудационного преобразования, морфологические особенности и возраст рельефа изменяются в направлении с севера на юг.
В северной части преобладает ледниковый рельеф поозерского оледенения с множеством озёр (около 3000), бессточных котловин, плоских заболоченных низин, окаймлённых и разделённых группами холмов и системами извилисто-разветвленных краевых гряд. Абсолютные высоты колеблются преимущественно от 120—170 м на низменностях и равнинах до 250 м в пределах возвышенностей и гряд. В центральной части региона рельеф денудированный, преимущественно ледниковый сожского возраста. Развита система краевых возвышенностей и платоподобных равнин, которые являются частью водораздела бассейнов Балтийского и Чёрного морей. Абсолютные высоты достигают 200—250 м и более. На юге расширенный денудированный рельеф сожского и днепровского возраста, а также аллювиальный и озёрно-аллювиальный рельеф поозерско-голоценового возраста. Абсолютные высоты 120—185 м, изредка превышают 200 м. Наиболее низкие уровни земной поверхности на всей территории региона приурочены к речным долинам, самые крупные из которых продолжаются на сотни километров. Они являются по сути интразональной категорией рельефа. Реки Беларуси относятся к бассейнам Чёрного (дренируется 58 % территории страны) и Балтийского морей. В долинах крупных рек Черноморского бассейна обычно выделяются двух-трёхуровневая пойма и две надпойменные террасы, в рек Балтийского бассейна — двух-трёхуровневая пойма, две-три цикловые надпойменные террасы и несколько локальных террасных уровней (до восьм-девяти у Немана).
Наиболее приподнята центральная часть Беларуси — Белорусская гряда. Здесь расположена Минская возвышенность, на которой находится наивысшая точка Беларуси — гора Дзержинская (345 м); высоту более 300 м имеют ещё ряд пунктов — горы Лысая, Маяк и другие. Немного уступают Минской  возвышенности в абсолютных высотах Новогрудская (гора Замковая — 323 м), Ошмянская, Витебская возвышенности. Крупнейшие низменности на территории Беларуси: Полесская, Неманская, Полоцкая, Нарочана-Вилейская.

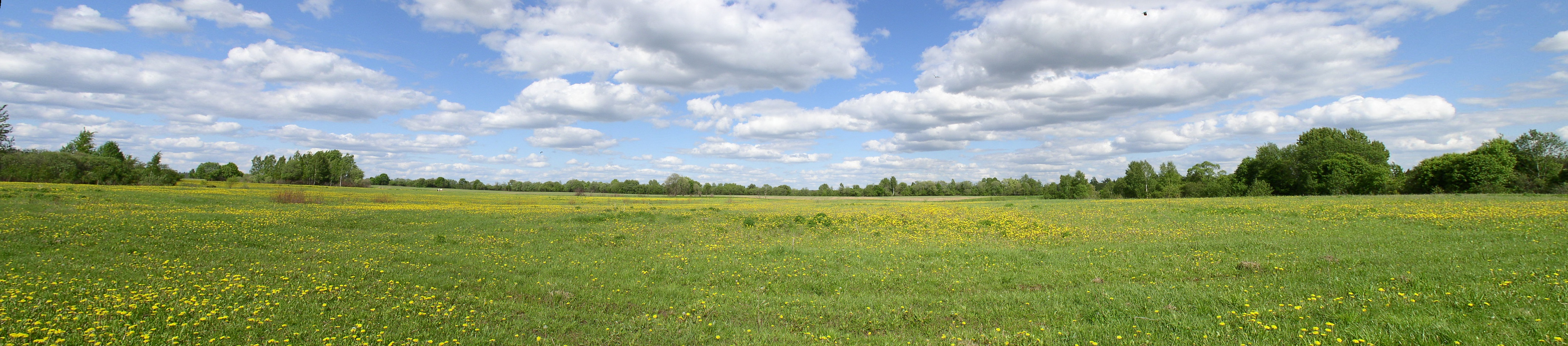
Равнинный ландшафт в Витебской области

Особенности рельефа Беларуси тесно связаны с геологическим строением территории. К приподнятым участкам кристаллического фундамента приурочены возвышенности. Территории с глубоким залеганием кристаллического фундамента обычно заняты низменностями.
Первичный вид земной поверхности на значительной части территории Беларуси видоизменённый, а местами и полностью уничтожен более поздними эрозионно-денудационными процессами и особенно техногенной деятельностью. Созданные человеком формы (карьеры, дамбы, котлованы, отвалы и т. д.) часто по своим размерам сопоставимы с формами естественного рельефа, а по суммарной площади занимают 4—5 % всей территории. Интенсивное антропогенное воздействие на земную поверхность приводит к исчезновению многих характерных форм рельефа (озы, камы, краевые ледниковые гряды и т. п.), что делает очень актуальной деятельность по обоснованию и выделению геоморфологических памятников природы, заказников и заповедников.

## Формирование рельефа
Решающим фактором формирования рельефа Белоруссии стали ледники. На протяжении последних 500—600 тысяч лет территория Белоруссии испытала не менее 5 оледенений. Ледники надвигались на территорию Белоруссии, главным образом, из Скандинавии. Наиболее продолжительным было Днепровское оледенение, которое покрывало всю территорию Белоруссии. Последнее оледенение — Поозерское; ледник, который покинул территорию Белоруссии около 10 тысяч лет назад, занимал только север Белоруссии.
Ледниковые отложения, транспортируемые ледником, называют мореной. Моренные отложения в Белоруссии состоят из песка и глины, гравия, гальки, валунов. Древние ледники сформировали моренные холмы, возвышенности, гряды и равнины. Наиболее характерны моренные формы рельефа для Северной и Центральной Белоруссии: Белорусская гряда, Витебское возвышенности, Браславская гряда и другие. Потоками талых ледниковых вод созданы водно-ледниковые (флювиогляциальные) равнины и низменности, например, Центральноберезинская равнина. Их поверхность сложена преимущественно песчаными отложениями, плоская и слабоволнистая, часто заболочена. После таяния ледника возникали крупные приледниковые озера. Позже они были спущены по рекам. Сейчас на их месте — озёрно-ледниковые низменности (например, Полоцкая низменность).

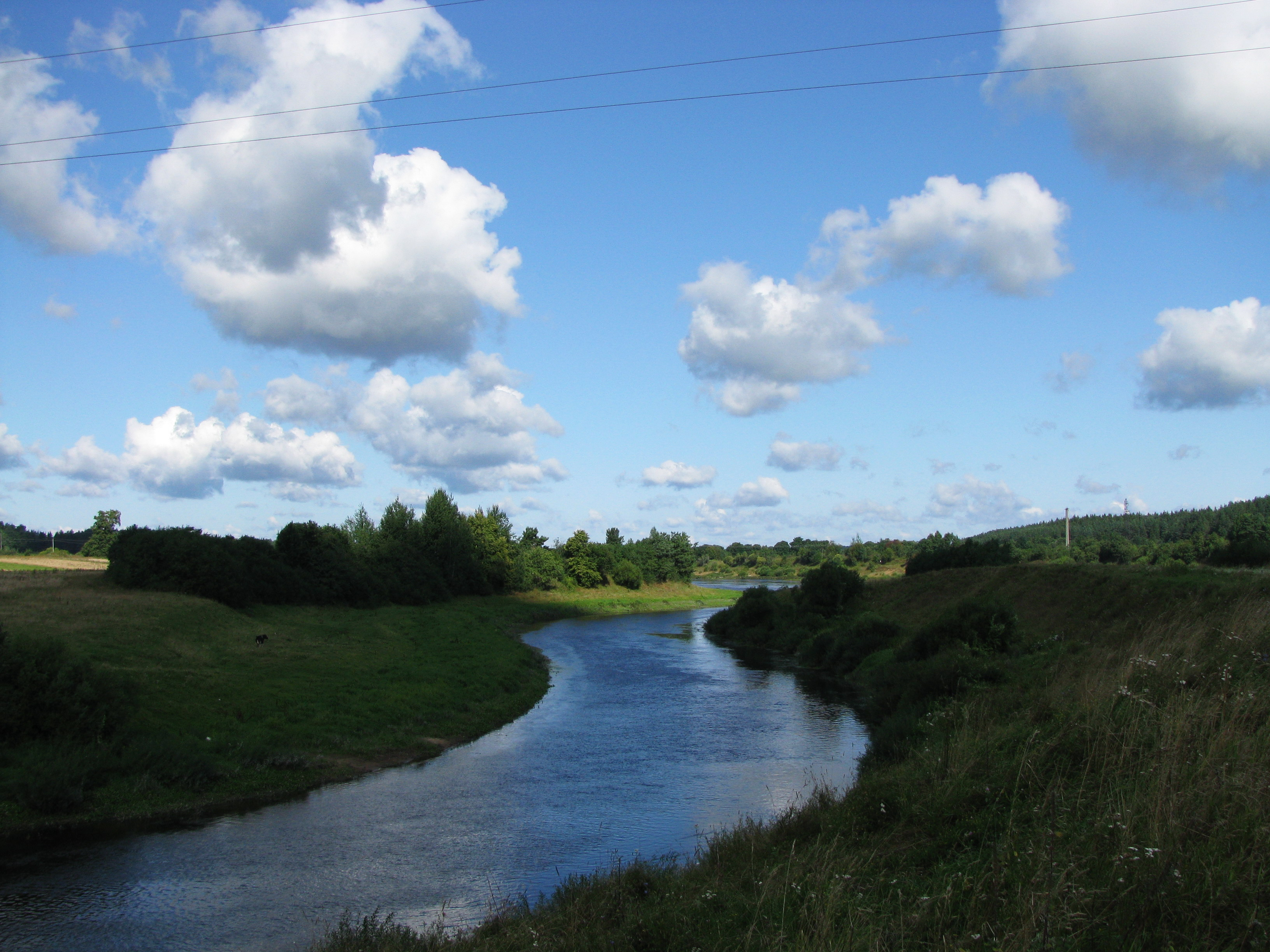
Долина реки Улла

Еще одним фактором формирования современного рельефа Белоруссии была деятельность рек, которые создали речные долины. Крупные реки имеют долины шириной в несколько километров. Наибольшей шириной отличаются долины рек на Полесье, например, ширина долины Припяти достигает 75 км.
Современный рельеф изменяется под действием не только природных, но и антропогенных факторов. В местах добычи полезных ископаемых возникают карьеры, а из отвалов пустой породы образуются терриконы (например, отходы калийного производства около Солигорска).

## Типы и формы рельефа
Таксономические единицы классификации рельефа Белоруссии:

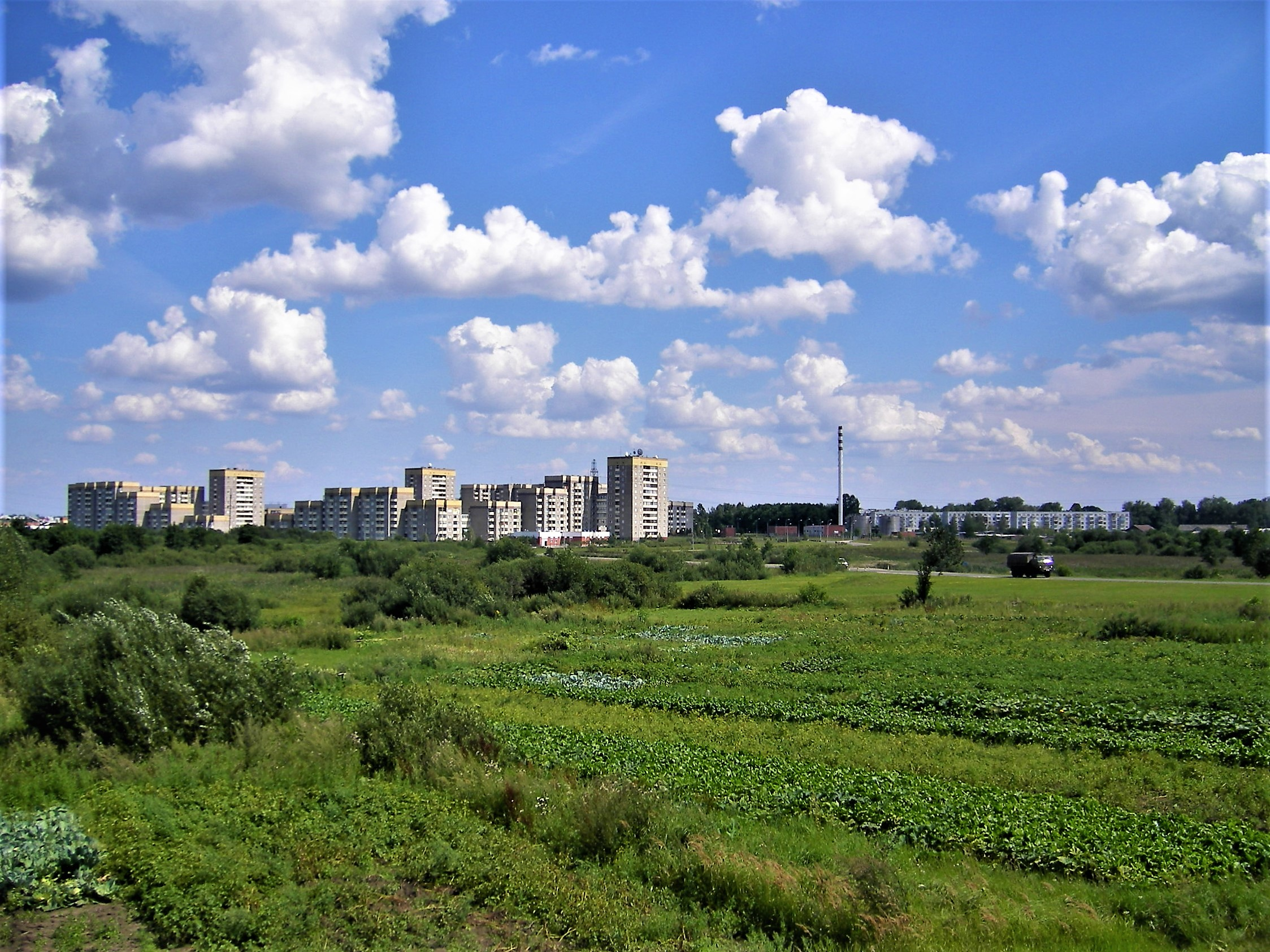
Лидская равнина

- класс;
- группа;
- тип;
- подтип;
- форма.

Основные генетические типы рельефа:
- ледниковый;
- водно-ледниковый;
- озёрно-ледниковый;
- аллювиальный;
- озёрно-аллювиальный,
- флювиальный;
- суффозионно-карстовый;
- эоловый,
- озёрно-болотный;
- склоновый;
- гравитационный,
- техногенный.

## Геоморфологическое районирование
| |  | |
| Физико-географическое районирование Белоруссии |  | |
| А. Подзона смешанных лесов I. Белорусско-Валдайская провинция а. Округ Белорусского Поозерья 1. Нещердовская возвышенность 2. Полоцкая низменность 3. Свенцянская гряда 4. Ушачско-Лепельская возвышенность 5. Чашникская равнина 6. Городокская возвышенность 7. Витебская возвышенность 8. Суражская низменность 9. Лучосская низменность 10. Верхнеберезинская низменность 11. Нарочано-Вилейская низменность б. Округ Белорусской гряды 12. Ошмянская возвышенность 13. Минская возвышенность 14. Оршанская возвышенность II. Провинция Восточной Прибалтики 15. Латгальская возвышенность 16. Браславская гряда |  | III. Западно-Белорусская провинция 17. Лидская равнина 18. Средненеманская низменность 19. Верхненеманская низменность 20. Юго-Западное ответвление Белорусской гряды 21. Копыльская гряда и равнины, которые её окаймляют 22. Барановичская равнина 23. Прибугская равнина IV. Восточно-Белорусская провинция 24. Горецко-Мстиславская равнина 25. Оршанско-Могилёвская равнина V. Предполесская провинция 26. Центральноберезинская равнина 27. Чечерская равнина Б. Подзона широколиственных лесов VI. Полесская провинция 28. Брестское Полесье 29. Загородье 30. Припятское Полесье 31. Гомельское Полесье 32. Мозырское Полесье |

### Классификация
По особенностям пространственной дифференциации строения земной поверхности, возрасту и генезису основных типов рельефа на территории Беларуси выделены четыре геоморфологические области:
- Белорусского Поозерья;
- центральнобелоруских краевых ледниковых возвышенностей и гряд (Западно-Белорусская и Восточно-Белорусская подобласти)
- равнин и низменностей Предполесья;
- низин Полесья.

### Область Белорусского Поозерья
Область Белорусского Поозерья отличается распространённостью плоских заболоченных озёрно-ледниковых низин и равнин, множеством озер и бессточных котловин. Поверхность региона в целом имеет котловинообразную форму, а поднятые края созданы ледниковыми грядами и возвышенностями поозерского оледенения, которые продолжаются и за пределы Белоруссии — на территории России и Литвы. Южная граница области в основном совпадает с границей расширения последнего ледникового покрова. Абсолютные отметки высот в центральной части 120—160 м, по долинам рек — 100—125 м. Более возвышенна восточная часть (выше 150 м). Краевые гряды и возвышенности достигают 200—260 м над уровнем моря, а на Витебской возвышенности — почти 300 м. Довольно широко представлены формы краевого ледникового рельефа — гряды, увалы, холмы; наиболее крупные из них — Браславская гряда, Городокская возвышенность, Витебская возвышенность и Свенцянская гряда. Полосы краевого рельефа разделены озёрно-ледниковыми, флювиогляциальными и моренными низменностями и равнинами. Озёрно-ледниковые низменности и равнины распространены вдоль долины Западной Двины и в бассейне реки Лучоса. Их поверхность наиболее понижена на западе. Внешнюю однородность озёрно-ледниковых низин нарушают камовые бугры высотой 7—8 м, изредка 15—20 м, озовые гряды высотой 10 м, изредка до 30 м. Характерен также бугристо-дюнные массивы высотой до 20 м. К краевым частям бывших приледниковых бассейнов приурочены плоские абразионные площадки шириной до 5—7 км с четко выраженным уступом. По периферии Полоцкого и Лучосского приледниковых озёр и других водоёмов в границах поозерского ледника распространены флювиогляциальные дельты высотой 2—10 м. Около береговых зон встречаются своеобразные кольцевые формы рельефа — пинго. Территория Белорусского Поозерья дренируется густой сетью рек, принадлежащих к бассейнам Западной Двины и Немана. Речные долины молодые, узкие и глубокие. Поозерье насчитывает около 3000 озер. Котловины их имеют разнообразное происхождение (запрудное, экзарационное, термокарстовое, эррозионное и сложное) и достигают максимальных для Белоруссии размеров.

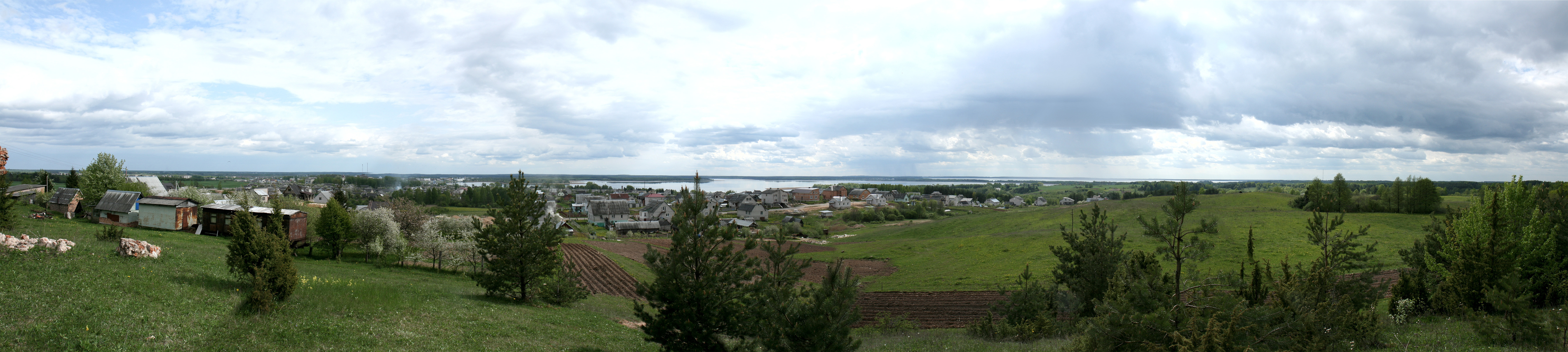
Холмистый ландшафт над Нарочанскими озёрами

### Область центральнобелорусских возвышенностей и гряд
Область центральнобелорусских возвышенностей и гряд характеризуется развитием наиболее мощных краевых ледниковых образований сожского возраста. Преобладает денудационный грядово-бугристый рельеф с пологими вершинами и глубоким эрозионным расчленением. На краевых образованиях часто встречаются лёссовидные отложения, с которыми связано распространениесу оврагов и суффозионных впадин. Долины рек выработанные, хотя встречаются узкие и глубокие, с каменистым дном и порогами. Абсолютные отметки высот достигают 200-250 м. Самые высокие — гора Дзержинская (345 м), гора Лысая (342 м). По строения рельефа, область разделяется на подобласти: Западно-Белорусскую (характерны наибольшие абсолютные и относительные высоты, разнообразие ледниковых форм, большие гляциодислокации) и Восточно-Белорусскую (рельеф преимущественно платоподобный, снижаются абсолютные высоты и уменьшается горизонтальная и вертикальная расчленённость). Основная причина — разница в тектонической строении. Западная часть области приурочена к Белорусской антиклизе, восточная — к Оршанской впадине, что проявилось в особенностях доледникового и ледникового рельефа и динамике ледников. Наибольшие абсолютные высоты связаны с краевыми ледниковыми образованиями (Минская возвышенность, Ошмянская возвышенность, Новогрудская возвышенность, Слонимская возвышенность, Волковысская возвышенность, Гродненская возвышенность, Копыльская гряда и другие). Почти для всех краевых возвышенностей характерно развитие гляциодислокаций, глыб меловых и других пород. Особенно крупные гляциодислокации выявлены в пределах Гродненского, Волковысского и Минского возвышенностей. Значительные площади заняты моренными равнинами с абсолютными высотами 145—190 м. Рельеф преимущественно полого-волнистый, изредка дробно-бугорный, встречаются термокарстовые впадины, ложбины стока талых вод, которые местами наследуются небольшими реками, камы, озы и краевые гряды высотой до 10—12 м. На моренной равнине в восточной части Белоруссии нередко залегает покров лёссовидных отложений, что обусловило широкое развитие оврагов, лощин, промоин, врезанных на глубину до 20—30 м, суффозионных впадин диаметром 100—200 м и глубиной до 2—3 м. Ниже моренной равнины почти везде распространены участки флювиогляциальных поверхностей с абсолютными высотами 135—170 м и колебаниями относительных — 3—5 м. На отдельных участках сохранились заболоченные и зарастающие озёрные котловины. Характерными элементами рельефа являются эоловые гряды и холмы, ложбины стока, местами сильно заболоченные. Самый низкий гипсометрический уровень в пределах области занимают ледниковые и озёрно-аллювиальные низменности и равнины, площади которых невелики. Гидросеть относится к бассейнам Балтийского и Чёрного морей. Озёр на территории области сравнительно мало.

### Область равнин и низин Предполесья
Область равнин и низин Предполесья является переходной орографической ступенью между возвышенностями Центральной Белоруссии и Полесской низменностью. Современный рельеф образовался в результате аккумулятивной, экзарационной и дислоцирующей деятельности ледников в сожское и днепровское время. Распространены зандровые (флювиогляциальные) равнины, которые окаймляют с юга пояс крупнейших на территории страны возвышенностей и гряд. Краевые комплексы распространены на небольших площадях и имеют абсолютные отметки высот 170—200 м, реже 210—220 м. Ниже расположены участки моренных равнин с абсолютными высотами 160—180 м. Их рельеф полого-волнистый с колебаниями относительных высот до 2—3 м, изредка дробно-бугорный с колебаниями высот до 5—7 м. В восточной части области моренная поверхность часто перекрывается лёссоподобными отложениями, на которых развиваются суффозионные впадины и овражно-лощинная сеть. Повсеместно попадаются термокарстовые и карстовые впадины, ложбины стока талых вод. Ниже моренной равнины — участки фливиогляциальных (зандровых) равнин, которые на территории Предполесья являются преобладающими. Их полого-волнистая поверхность имеет абсолютные высоты 140—180 м, часто сильно заболочена. Встречаются отдельные гряды краевого рельефа, камы и озы высотой до 5—7 м. Положительные формы рельефа также образованы эоловыми процессами (высота гряд и дюн не превышает 10 м). В восточной части области водно-ледниковые отложения перекрыты лёссоподобными, в связи с чем здесь распространены суффозионные впадины, овражно-лощинные системы. Повсеместно попадаются термокарстовые впадины и заторфованные ложбины стока. Многие ложбины наследуются реками. Ниже флювиогляциальных равнин и низменностей повсеместно встречаются плоские, полого-волнистые, сильно заболоченные озёрно-аллювиальные поверхности с абсолютными высотами 130—160 м. Много остаточных зарастрающих озёр, изредка попадаются эоловые гряды и холмы высотой до 5 м. Территория Предполесья дренируется густой сетью рек, относящихся к бассейнам Припяти, Березины, Днепра, Сожа, в меньшей степени Западного Буга и Немана. Речные долины выработанные, широкие и асимметричные. Озёр мало.

### Область Полесской низменности
Область Полесской низменности отличается широким развитием сильно заболоченных аллювиальных, озёрно-аллювиальных и водно-ледниковых равнин с разнообразными формами эоловай аккумуляции. Возвышенные участки краевых ледниковых образований, моренных и водно-ледниковых равнин (за исключением Мозырской возвышенности и Загородья) имеют ограниченное распространение, но образуют вытянутые в субширотном направлении полосы, которые придают рельефу Полесья волнистый характер. Речные долины широкие, поймы достигают значительных размеров. По тектоническому строения область разделяют на две подобласти: Белорусское Полесье (сформировалась преимущественно на территории с относительно глубоким залеганием кристаллических пород) и Украинское Полесье (характеризуется более высоким залеганием кристаллического фундамента). Каркас рельефа, его волнистость созданы в основном ледниковыми процессами днепровского времени; в образовании восточного края низменности принимал участие ледник сожского времени, южного — тектонические движения. Максимальные абсолютные высоты связан с краевыми образованиями, среди которых выделяются Мозырская возвышенность и Загародье. В пределах Мозырской возвышенности абсолютные высоты достигают максимальных для Полесья значений — 220,7 м (около деревни Булавки Мозырского района), а относительные высоты — до 80 м. Характерная особенность Мозырской возвышенности — интенсивная расчленённость овражно-лощинной сетью (20-30 шт/км²). Крупнейшие ложбины имеют длину до 3 км и глубину вреза до 70 м. Для краевых ледниковых образований Загородья характерный грядовый рельеф с плоскими вершинами и пологими склонами. Преобладают абсолютные высоты 140—175 м, относительные — 10—15 м. Ниже краевых ледниковых образований расположены полого-волнистые моренные равнины с абсолютными высотами 150—160 м (распространены ограничено). Ярусом ниже (125—150 м) распространены полого-волнистые и плоские, часто заболоченные водно-ледниковые равнины и низменности. На флювиогляциальных поверхностях много эоловых холмов, гряд, дюн высотой до 10 м, полей перевеянных песков. Самый нижний ярус занимает плоская, участками слабоволнистая поверхность озёрных и озёрно-аллювиальных заболоченных низин, среди которых расположены зарастающие озёра, заторфованные ложбины и котловины бывших озёр. Территория Полесской низменности дренируется преимущественно реками бассейна Припяти и в меньшей степени притоками Сожа, Днепра и Буга.